# 与板城 (戦国時代)
与板城（よいたじょう）は、越後国古志郡（のち三島郡）与板（現・新潟県長岡市与板町与板）にあった日本の城。県指定史跡。

## 歴史

### 中世
長尾家家臣である直江家の居城で、元は2kmほど離れた本与板城（新潟県長岡市与板町本与板）を居城としていたが、天正年間（年数は不明）の直江景綱の時代に築城、移転した。なお、この時に本与板城が廃城になったのか、以降も暫く使用していたのかは不明。
景綱の養嗣子、信綱の代に勃発した御館の乱において直江家は景勝派に属し、同じく景勝派であった黒滝城の山岸光祐や赤田城の斎藤朝信等と共に景虎派の本庄秀綱の栃尾城に対しての備えや攻撃を行っている。
また、この乱の後に城主信綱は恩賞に不満を持った毛利秀広によって春日山城にて殺害。直江家には嫡子がいなかったために断絶となるところ、景勝が名門直江家の断絶を惜しみ、樋口兼続を未亡人のお船の方と結婚させることで家名が残ることとなり、引き続き直江家の居城として使用された。
慶長3年（1598年）に上杉家が会津に転封となったため、与板城は廃城となった。
遺構は、曲輪跡、堀切・土塁・井戸跡、お船の方が用いた清水（おせん清水）などが残る。

### 近世の与板城
与板陣屋を参照。